# HD 171957
HD 171957，又名BD-14 5139，SAO 161687、HR 6989，是一颗恒星，视星等为6.47，位于銀經18.95，銀緯-3.44，其B1900.0坐标为赤經18h 32m 24s，赤緯-14° -3.44′ 24″。